# Barkhera
Barkhera är en ort i Indien.   Den ligger i distriktet Pīlībhīt och delstaten Uttar Pradesh, i den norra delen av landet, 250 km öster om huvudstaden New Delhi. Barkhera ligger 181 meter över havet och antalet invånare är 11 209.
Terrängen runt Barkhera är mycket platt. Runt Barkhera är det tätbefolkat, med 636 invånare per kvadratkilometer. Närmaste större samhälle är Bīsalpur, 17,7 km söder om Barkhera. Trakten runt Barkhera består till största delen av jordbruksmark.